# Dorcadion songaricum
Dorcadion songaricum là một loài bọ cánh cứng trong họ Cerambycidae.